# Črneška Gora
Črneška Gora – wieś w Słowenii, w gminie Dravograd. W 2018 roku liczyła 52 mieszkańców.